# وحيد في باريس
وحيد في باريس (بالفرنسية: Seul dans Paris) هو فيلم أبيض وأسود درامي كوميدي فرنسي من إنتاج عام 1951 من إخراج هيرفي برومبيرجر وبطولة بورفيل وماغالي نويل وجورجيت أنيس وإيفيت إتيفانت، تم تصويره في استوديوهات فرانكور في باريس وفي موقع حول المدينة. تم تصميم مجموعات الفيلم من قبل المخرج الفني أوجين دلفاو.

## ملخص
يصل زوجان من نورماندي لقضاء شهر العسل في العاصمة باريس، بعد انفصالهما في مترو باريس، يواجه كلاهما سلسلة من المغامرات في المدينة عشية احتفالات يوم الباستيل. في نهاية المطاف، تم لم شمل الزوجين، وكان ذلك أكثر حكمة فيما يتعلق بوقتهما في باريس.

## فريق التمثيل
- بورفيل في دور هنري ميليارد
- ماجلي نويل في دور جين "جانيت" المليار من مواليد دوفيرنت
- إيفيت إتيفانت في دور جيرمين
- كميل جويريني في دور إرنست ميليارد
- جورج باكونيت في دور فرانسوا بوكيه
- كلير أوليفييه في دور أميلي بوكوريه
- جيرمين ريوفيه في دور ماتيلد
- ألبرت ريمي في دور آرثر
- جورجيت أنيس في دور سيدة
- ليونس هورن في دور رئيس "إستقبال"
- جان دونو في دور أوغست دوفيرنت
- غريغوار غروموف في دور نزيل في الفندق
- فرانسوا جو في دور الموظف الثاني في مركز الشرطة
- دينيس كيرني في دور المعلم
- كريستيان لود في دور المفوض
- مارسيل ميرال في دور الرجل النبيل من مركز الشرطة
- ألبرت ميشيل في دور موظف الأول في قسم الشرطة
- ليون بوليون في دور رجل المترو
- ماكس ريفول في دور موظف الخزانة

## روابط خارجية
- وحيد في باريس  في قاعدة بيانات الأفلام على الإنترنت (بالإنجليزية)